# Neurociencia educativa
Neurociencia educativa o neuroeducación, un componente de mente, cerebro y educación, es un campo científico emergente el cual junta las investigaciones de la neurociencia cognitiva, neurociencia del desarrollo cognitivo, psicología educativa, tecnología educativa, teoría de la educación y otras disciplinas relacionadas para explorar las interacciones entre los procesos biológicos y la educación. Investigadores de neurociencia educativa investigan los mecanismos neuronales del proceso de lectura, cognición numérica, atención y las dificultades concomitantes como la dislexia, la discalculia, y el TDAH relacionadas con la educación. Investigadores de esta área pueden relacionar descubrimientos básicos en neurociencia cognitiva con la tecnología educativa para ayudar en la implementación de un currículum para la educación matemática y la educación de la lectura. El objetivo de la neurociencia educativa es generar investigación básica y aplicada que proporcione una nueva forma transdisciplinaria de aprendizaje y enseñanza, la cual sea capaz de mejorar la educación. El mayor propósito de la neurociencia educativa es unir la brecha entre los dos campos mediante el diálogo directo de investigadores y educadores, dejando a un lado los "intermediarios de la industria del aprendizaje basado en el cerebro". Estos intermediarios tienen intereses comerciales invertidos en la venta de "neuromitos" y sus supuestos remedios.
El potencial de la neurociencia educativa ha recibido gran variedad de niveles de apoyo tanto de neurocientíficos cognitivos como de educadores. Davis argumenta que los modelos médicos de cognición, "... tienen un papel muy limitado en el extenso campo de la educación y del aprendizaje; principalmente porque los estadios intencionales relacionados con el aprendizaje no son internos de los individuos de una forma que puedan ser examinados por la actividad del cerebro." Por el otro lado, Pettito y Dunbar sugieren que la neurociencia educativa "aporta el nivel más relevante de análisis para resolver los problemas centrales de la educación hoy en día." Howard-Jones y Pickering tomaron la opinión de maestros y educadores sobre el tema, y encontraron que en general estaban entusiasmados por el uso de descubrimientos neurocientíficos en el campo de la educación, y sentían que estos descubrimientos iban a influir más en su método de enseñanza que en su contenido curricular. Algunos investigadores toman un punto de vista neutro y opinan que la unión de la neurociencia con la educación tiene un "puente demasiado lejano", pero que una disciplina puente, como la psicología cognitiva y la psicología educativa pueden ofrecer las bases neurocientíficas para la práctica educativa. Sin embargo, la opinión que prevalece parece ser que el enlace entre la educación y la neurociencia ha alcanzado todo su potencial, y si a través de una tercera disciplina o a través del desarrollo de nuevas investigaciones de paradigmas y proyectos de neurociencia, es el momento adecuado para aplicar los descubrimientos de las investigaciones neurocientíficas en la educación en una forma prácticamente significativa.
Muchas instituciones educativas alrededor del mundo han comenzado a dirigir recursos y energía al establecimiento de centros de investigación enfocados en la investigación neurocientífica educativa. Por ejemplo, El Centro para Neurociencia Educativa en Londres, Reino Unido es un proyecto interinstitucional establecido en el 2008 entre University College de Londres, Birkbeck College, y el Instituto de Educación. El centro reúne a investigadores con experiencia en los campos de desarrollo emocional, conceptual, de atención, lenguaje, y matemático, así como especialistas en investigación de educación y aprendizaje con el objetivo de formar una nueva disciplina científica (Neurociencia Educativa) de tal manera que se promueva una mejor enseñanza.

## La necesidad de una nueva disciplina
El surgimiento de la neurociencia educacional ha nacido de la necesidad de una nueva disciplina que haga a los científicos hacer investigación prácticamente aplicable al contexto de la educación. Haciendo referencia al extenso campo de "mente, cerebro y educación", Kurt Fischer estipula, "El modelo tradicional no va a funcionar. No es suficiente para los investigadores recolectar información en las escuelas y hacer de esa información y de los artículos resultantes disponibles para los educadores", como este método excluye tanto a maestros como a aprendices de contribuir a la formación de métodos y preguntas de investigación apropiadas.
El aprendizaje en psicología cognitiva y neurociencia se han enfocado en como los individuos humanos y otras especies han evolucionado para extraer información útil de sus mundos naturales y sociales que los rodean. En contraste, la educación, y especialmente la educación formal moderna, se enfoca en descripciones y explicaciones del mundo que los estudiantes no pueden adquirir por sí solos. De esta manera, el aprendizaje en el sentido científico, y el aprendizaje en el sentido educativo pueden ser conceptos complementarios. Esto crea un nuevo reto para la neurociencia cognitiva para adaptar al mundo real los requerimientos prácticos del aprendizaje educativo. Por el contrario, la neurociencia crea un nuevo reto a la educación ya que le provee de nuevas características del aprendiz, incluyendo su estado cerebral, genético y hormonal, que pueden ser relevantes para el aprendizaje y la enseñanza. Al proporcionar nuevas mediciones de los efectos del aprendizaje y enseñanza, incluyendo la estructura y actividad del cerebro, es posible separar los diferentes tipos de métodos y logros de aprendizaje. Por ejemplo, la investigación neurocientífica puede ya distinguir el aprendizaje por rutina del aprendizaje a través del entendimiento conceptual en matemáticas.
La Academia Nacional de Ciencias de Estados Unidos publicó un importante reporte, haciendo hincapié en que, "La neurociencia ha avanzado al punto en donde es tiempo de pensar seriamente en una forma en la cual la información obtenida de las investigaciones pueda estar disponible para los educadores de modo que esta sea interpretada correctamente para la identificación práctica de cuales descubrimientos están listos para su implementación y cuáles no."
En su libro " El cerebro de aprendizaje ", investigadores del "Centro de Neurociencia Educacional" de Londres, Blakemore & Frith describieron de manera general el desarrollo neurofisiológico del cerebro humano el cual ha dado pie a muchas teorías referentes a la neurociencia educativa. Uno de los pilares fundamentales que apoyan la relación entre la educación y la neurociencia es la habilidad del cerebro de aprender. La neurociencia está desarrollando e incrementando nuestro entendimiento del desarrollo temprano del cerebro, y como estos cambios pueden relacionarse con el proceso de aprendizaje.

## Desarrollo temprano del cerebro
Casi todas las neuronas del cerebro son generadas antes del nacimiento, durante los primeros tres meses de embarazo, y el cerebro del recién nacido tiene un número similar de neuronas que un adulto. Muchas más neuronas que las necesarias son formadas, y solo aquellas que formen conexiones activas con otras neuronas sobrevivirán. En el primer año de vida, el cerebro del infante sufre una fase intensa de desarrollo, mientras que numerosas conexiones extensivas entre neuronas están siendo formadas, y muchas de estas conexiones en exceso deben de ser cortadas en el proceso de "poda sináptica". Este proceso de poda, como estadio del desarrollo, es tan importante como el rápido crecimiento temprano de las conexiones entre las células cerebrales. El proceso en el que se forman grandes cantidades de conexiones entre neuronas es llamado sinaptogénesis. Para la visión y audición (la corteza visual y auditiva), hay una sinaptogénesis temprana extensiva. La densidad de las conexiones alcanza su pico máximo en alrededor del 150% de los niveles adultos entre cuatro y doce meses, y las conexiones son posteriormente son extensivamente podados. La densidad sináptica regresa a los niveles de adulto entre los dos y los cuatro años en la corteza visual. Para otras áreas como la corteza prefrontal (pensado para apoyar la planeación y el razonamiento), la densidad incrementa más lentamente y alcanza su máximo después de los cinco años. La reducción de los niveles adultos de densidad toma al menos otros 10-20 años; por lo tanto, hay un desarrollo cerebral significativo en las áreas frontales incluso en la adolescencia. El metabolismo cerebral (la captación de la glucosa, la cual es un indicador aproximado de la funcionalidad sináptica) también está por encima de los niveles adultos en los primeros años. La captación de la glucosa alcanza hasta un 150% de los niveles adultos alrededor de los 5 años. Alrededor de los 10 años, el metabolismo del cerebro se ha reducido a niveles adultos para muchas regiones corticales. El desarrollo cerebral consiste en explosiones de sinaptogénesis, picos de densidad, y después la sinapsis re-arregla y se estabiliza. Esto ocurre a diferentes tiempos, diferentes velocidades y en diferentes regiones del cerebro, lo que implica que pueden haber periodos de sensibilidad diferentes para el desarrollo de diferentes tipos de conocimiento. Las investigaciones en neurociencia se han implementado en políticas gubernamentales de educación para niños menores a tres años en diferentes países incluyendo a Estados Unidos de América (EUA) y al Reino Unido. Estas políticas se han enfocado en enriquecer el ambiente de los niños durante su edad de guardería y preescolar, exponiéndolos a estímulos y experiencias para maximizar el potencial de aprendizaje de su joven cerebro.

## ¿Podrá la neurociencia tomar parte en la educación?
A pesar de que un grupo creciente de investigadores están buscando establecer la neurociencia educativa como un campo productivo de investigación, el debate continúa con respecto al potencial para la colaboración práctica entre los campos de la neurociencia y la educación, y si la investigación en neurociencias en realidad tiene algo que ofrecer a los educadores.
Daniel Willingham estipula que " la neurociencia puede ser informativa para la teoría educativa y la práctica no es discutible." El enfoca la atención al hecho de que la investigación del comportamiento por sí sola no fue decisiva en determinar si la dislexia del desarrollo era un desorden de origen principalmente visual o fonológico. Las investigaciones en neuroimágenes fueron capaces de revelar que había una reducción en la actividad de ciertas regiones del cerebro que participan en el procesamiento fonológico de los niños con dislexia, mientras que la evidencia del comportamiento apoya a la teoría fonológica de la dislexia.
Mientras John Bruer sugiere que el enlace entre la neurociencia y la educación es esencialmente imposible sin un tercer campo de investigación para unir a los dos, otros investigadores piensan que esta percepción es demasiado pesimista. Si bien hay que reconocer que se deben de construir más puentes que unan a la neurociencia básica con la educación, y que los ya mencionados neuromitos (ver antes) deben de ser destruidos, Usha Goswani sugiere que la neurociencia del desarrollo cognitivo ya ha hecho muchos descubrimientos para su uso en la educación, y también ha derivado en el descubrimiento de los "responsables de los nervios" que pueden ser utilizados para evaluar el desarrollo. En otras palabras, indicadores de la actividad neural o de la estructura han sido establecidos, con los cuales se puede comparar a un individuo con el fin de evaluar su desarrollo.
Por ejemplo, Investigaciones del potencial relacionado con evento (ERP por sus siglas en inglés) ha revelado varias señales neurales del procesamiento de lenguaje, incluyendo marcadores del procesamiento semántico (ej. N400), procesamiento fonético (ej. desajunte de negatividad) y procesamiento sintáctico (ej. P600). Goswami señala que estos parámetros pueden ser ahora investigados ampliamente en niños, y que ciertos patrones de cambio pueden indicar ciertos desórdenes del desarrollo. Además, la respuesta de estos marcadores neurales para enfocarlo a intervenciones educativas puede ser usada como una medida de la efectividad de la intervención. Investigadores, como Goswami, acertaron en que la neurociencia cognitiva tiene el potencial de ofrecer diferentes posibilidades para la educación. Para la educación especial, esto incluye el diagnóstico temprano de las necesidades educativas especiales; el monitoreo y comparación de los efectos de los diferentes tipos de entradas de aprendizaje educativo; y un entendimiento en incremento de las diferencias individuales en el aprendizaje y las mejores formas de adaptar la entrada del alumno.
Una aplicación potencial para la neuroimagen destacada por Goswami es en diferenciar entre el desarrollo retrasado y el desarrollo atípico en los desórdenes de aprendizaje. Por ejemplo, ¿un niño con dislexia que estará desarrollando funciones de lectura en una forma totalmente diferente de la de los típicos lectores, o sigue la misma trayectoria, pero solo le está tomando más tiempo? Ya existe evidencia verás que sugiere que los niños con una discapacidad específica en el lenguaje y con dislexia, tienen un retraso en el desarrollo del sistema de lenguaje en lugar de un desarrollo fundamentalmente diferente al de la naturaleza. Sin embargo, en algunos desórdenes como el autismo, el desarrollo puede ser cualitativamente diferente, mostrando una falta de desarrollo en el regiones del cerebro asociadas con la "teoría de la mente".
Goswami también sugiere que la neuroimagen puede ser utilizada para evaluar el impacto de programas de entrenamiento particulares, como el Dore, un ejercicio basado en un programa basado en la hipótesis del déficit cerebelar que conlleva a la mejora de la lectura por medio de una serie de ejercicios balanceados. Algunos estudios de imágenes del cerebro se están comenzando a usar para niños con dislexia que reciben intervenciones educativas dirigidas, sus patrones de activación cerebral se comienzan a ver muy similares a los de las personas con desórdenes de lectura, y además, otras regiones del cerebro están actuando como mecanismos de compensación. Esos descubrimientos pueden ayudar a los educadores a entender que , incluso si los niños con dislexia muestran una mejora en su comportamiento, los mecanismos neurales y cognitivos con los que procesan la información escrita puede ser diferente, y esto puede tener implicaciones prácticas para la instrucción en curso de los niños.
Estudios en neurociencia han evidenciado su habilidad de revelar 'marcadores neurales' de desórdenes de aprendizaje, más notablemente en el caso de dislexia. Estudios de EEG han revelado que los infantes humanos con riesgo de dislexia (ej. con familiares inmediatos que padezcan dislexia) muestran respuestas neurales atípicas a cambios en sonidos del habla, incluso antes de ser capaces de entender el contenido semántico del lenguaje. Estas investigaciones no solo permiten la identificación temprana de desórdenes potenciales de aprendizaje, sino también apoyan a la hipótesis fonológica de dislexia de una manera que la investigación del comportamiento no puede.
Muchos investigadores defienden con un optimismo precavido la unión entre la educación y la neurociencia, y consideran el unir la brecha entre las dos además de que el desarrollo de nuevos paradigmas es necesario y que estos nuevos paradigmas deben de ser diseñados para capturar las relaciones entre la neurociencia y la educación por medio de diferentes análisis (neuronal, cognitivo, de comportamiento).

## Educación y neurociencia: Casos ejemplo

### Lenguaje y alfabetismo
El lenguaje humano es una facultad única de la mente y la habilidad de entender y producir lenguaje oral y escrito es fundamental para el logro y conocimiento académico. Los niños que experimentan dificultades con el lenguaje oral plantean retos importantes para la política y práctica educativa; Estrategia Nacional, (Todo niño un hablante, 2008). Las dificultades comúnmente persisten durante los primeros años de escuela en donde, además de los déficit básicos del lenguaje, los niños experimentan problemas de alfabetismo, aritmética, y de comportamiento y en las relaciones en pareja. La detección e intervención temprana de estas problemáticas, así como la identificación de las formas en las que los ambientes de aprendizaje pueden apoyar el desarrollo atípico del lenguaje es esencial. Las necesidades de lenguaje y habla no tratadas resultan en costos significativos tanto para el individuo como para la economía nacional (ICAN, 2006).
Desde la última década, ha habido un incremento significativo en la investigación neurocientífica al examinar el procesamiento del lenguaje en un nivel fonético, de palabras, y de oraciones de niños pequeños. Hay claras indicaciones de que los sustratos neurales para todos los niveles de lenguaje pueden ser identificados en puntos tempranos del desarrollo. Al mismo tiempo, los estudios de intervención han demostrado las formas en las que el cerebro mantiene su plasticidad para el procesamiento del lenguaje. La remediación intensa con un programa del procesamiento auditivo del lenguaje ha sido acompañado con cambios funcionales en la corteza tempo-parietal y en el giro inferior frontal. Sin embargo, el grado en el que estos resultados generalizan al lenguaje hablado y escrito es debatido.
Las relaciones entre conocer las necesidades educativas de los niños con las dificultades del lenguaje y los descubrimientos de los estudios en neurociencia aún no han sido establecidos. Una concreta vía de progreso es el uso de métodos neurocientíficos para formular preguntas que sean significativas para la práctica en los ambientes de aprendizaje. Por ejemplo, el grado en el que la habilidades del lenguaje son atribuidas a una sola característica, y la consistencia de esa característica en el desarrollo, son materia de debate. Sin embargo, las evaluaciones directas a la actividad cerebral pueden tomar parte en estos debates. Un entendimiento detallado de los subcomponentes del sistema de lenguaje, y las formas en las que estos cambien con forme el tiempo puede inevitablemente derivar en implicaciones para la práctica educativa.

### Matemáticas
Las habilidades matemáticas son importantes no solo para la economía nacional, sino también para las oportunidades de vida de los individuos: bajo nivel en aritmética incrementa la probabilidad de arresto, depresión, enfermedades físicas y desempleo. Una de las principales causas de los bajos niveles de aritmética es una condición cognitiva llamada discalculia. Como el informe de prevención de Capital Mental y Bienestar lo presenta, "discalculia del desarrollo debido a su bajo perfil pero altos impactos, es una prioridad que debe ser planteada. La discalculia se relaciona con la aritmética y afecta del 4-7% de los niños. Tiene un perfil más bajo que la dislexia pero también puede tener impactos sustanciales: puede reducir las ganancias de toda la vida en alrededor de £114,000 y reducir la probabilidad de alcanzar cinco o más GCSEs (A*-C) por 7-20 puntos porcentuales. Las intervenciones de casa y escuela han sido una vez más identificadas por el Proyecto. También, las intervenciones tecnológicas son extremadamente prometedoras, al ofrecer seguimiento y ayuda personalizada, a pesar de que esto necesite más desarrollo.” (Resumen ejecutivo, Sección 5.3) El entendimiento típico y atípico del desarrollo matemático es un fundamento crucial para el diseño tanto de la corriente principal y currículo de matemáticas como para ayudar a aquellos que no mantienen el ritmo. En los últimos diez años, un sistema cerebral para el procesamiento numérico simple ha sido identificado y un puñado de estudios a los cerebros de niños que arrojan un poco de luz sobre su desarrollo.
Un incremento en la convergencia de evidencia sugiere que la discalculia puede deberse al déficit en un sistema central hereditario que representa el número de objetos en un conjunto, y como las operaciones en conjunto afectan el número y a los sistemas neurales que apoyan a estas habilidades . Este déficit central afecta la habilidad de los alumnos de enumerar grupos y ordenarlos por tamaño, lo que hace muy difícil el entendimiento de la aritmética, y hace muy difícil el proporcionar una estructura significativa para los factores aritméticos. Estudios familiares y de gemelos sugieren que la discalculia es altamente heredable, y las anomalías genéticas, como el síndrome de Turner, indican un importante papel de los genes en el cromosoma X. .
Este indicio de que la discalculia es provocada por déficits en un déficit central en el sentido numérico es análogo a la teoría de que la dislexia se debe a un déficit central en el procesamiento fonológico. A pesar de estas similitudes en términos de avances científicos, el conocimiento público de la discalculia es más profundo que el de la dislexia. El Consejero Científico en Jefe del Reino Unido, John Beddington, sugiere que, “la discalculia del desarrollo es actualmente poco relacionada con la dislexia, con un perfil público muy bajo. Sin embargo, las consecuencias de la discalculia son tan severas como las de la dislexia.”
La aplicación de la neurociencia para entender el procesamiento matemático ya ha resultado en el entendimiento más allá de las primeras teorías cognitivas. La investigación en neurociencia cognitiva ha revelado la existencia de un sistema de 'sentido numérico' nato, presente en animales e infantes así como en adultos, el cual es responsable del entendimiento básico de los números y sus relaciones. Este sistema está localizado en los lóbulos parietales del cerebro. Este sistema parietal está activo en niños y adultos durante las tareas numéricas básicas, pero con el curso del desarrollo se vuelve cada vez más especializado. Además, los niños con discapacidades en el aprendizaje matemático (discalculia) muestran una activación más débil en esta región que los niños con un desarrollo normal durante las tareas numéricas básicas. Estos resultados demuestran como las neuroimágenes pueden proporcionar información importante acerca de los enlaces entre las funciones cognitivas básicas y un nivel alto de aprendizaje, así como los que hay entre la comparación de dos números y el aprendizaje aritmético.
Además de este sentido numérico básico, la información numérica puede ser almacenada verbalmente en el sistema de lenguaje, un sistema que la investigación neurocientífica está comenzando a revelar como cualitativamente diferente en un nivel cerebral al sistema de sentido numérico. Este sistema también guarda información acerca del buen aprendizaje de secuencias verbales, como lo son los días de la semana, meses del año y hasta poesía, y para el procesamiento numérico apoya al enumeración y el aprendizaje de las tablas de multiplicar. Mientras que muchos problemas aritméticos son muy bien conocidos que se almacenan como hechos verbales, otros problemas más complejos requieren de la imaginación mental viso-espacial. Mostrando que estos subconjuntos de habilidades aritméticas son apoyados por los diferentes mecanismos cerebrales ofrece la oportunidad de un entendimiento más profundo del proceso de aprendizaje requerido para la habilidad aritmética.
Estudios de neuroimagen sobre las discapacidades del aprendizaje matemático aún no son tan comunes pero la discalculia es un área de interés creciente para los investigadores en neurociencia. Dado que diferentes mecanismos neurales contribuyen a diferentes elementos del rendimiento matemático, puede ser que niños con discalculia muestren diferentes patrones anormales en un nivel cerebral. Por ejemplo, muchos niños con discalculia también tienen dislexia, y aquellos que la tienen pueden mostrar diferentes patrones de activación de las redes verbales que apoyan a las matemáticas, mientras que aquellos que sólo tienen discalculia, pueden mostrar interferencias en el sistema parietal del sentido numérico. cabe mencionar que los estudios hechos a niños con discalculia solo se centran en los impedimentos, en un nivel cerebral, del sistema de sentido numérico.
Dicha evidencia ha comenzado a tomar parte de un debate teórico entre investigadores quienes creen que la discalculia es causada por un déficit a nivel cerebral del sentido numérico y aquellos que creen que los desórdenes derivan de un problema en el uso de los símbolos numéricos para acceder a la información del sentido numérico. Con el continuo desarrollo de modelos teóricos de la discalculia que generen hipótesis explícitas que puedan ser probadas, el progreso debería ser rápido en el desarrollo de investigaciones en las cuales los investigadores relacionen los desórdenes de aprendizaje matemático y sus correlaciones neurales.

### Cognición social y emocional
En los últimos 10 años, ha habido una explosión en el interés del papel que tienen las habilidades y características emocionales en contribuir al éxito de todos los aspectos de la vida. El concepto de inteligencia emocional (IE) ha ganado gran reconocimiento y ha sido caracterizado en el reporte Forsight en Capital Mental y Bienestar. Algunos ha hecho influentes declaraciones que la IE es más importante que la inteligencia cognitiva convencional, y que más fácilmente puede ser mejorada. La investigación sistemática ha proporcionado bastante soporte a estas declaraciones; sin embargo, la IE se ha encontrado asociada con el éxito académico y hay evidencia que puede ser de particular importancia para los grupos en riesgo de fracaso académico y exclusión social. A pesar de la débil base de pruebas, ha habido un enfoque en promocionar la competencia emocional y social, la salud mental y el bienestar psicológico de los niños y personas jóvenes, particularmente en escuelas como resultado de la inversión en servicios universales, prevención y temprana intervención (ej. el proyecto los Aspectos Sociales y Emocionales de Aprendizaje (SEAL por sus siglas en inglés) en el Reino Unido [DfES, 2005, 2007]).
Las bases neurales del reconocimiento emocional en el desarrollo normal de los niños ha sido investigado; sin embargo, hay poco trabajo de neuroimagen del desarrollo atípico de los niños que procesan diferente las emociones. Los hombres son comúnmente mayoría en las poblaciones de desarrollo atípico y la mayoría de mujeres se reporta normalmente tanto en mediciones de IE como en muchas áreas del procesamiento emocional. En el procesamiento de las expresiones faciales, las mujeres tienen ventaja y es mejor explicada por una cuenta integrada al considerar tanto la maduración cerebral como la interacción social.
El daño cerebral prefrontal en los niños afecta al comportamiento social provocando una insensibilidad a la aceptación social, aprobación o rechazo. Estas áreas cerebrales procesan las emociones sociales como la vergüenza, compasión y envidia. Además, ese daño afecta las decisiones cognitivas y sociales que se hacen en el contexto del mundo real[55] apoyando a la perspectiva Vygotskian de que los factores sociales y culturales son importantes para el aprendizaje cognitivo y la toma de decisiones. Esta perspectiva enfatiza la importancia de unir las perspectivas construccionistas neurocientíficas y sociales, en este caso al examinar la influencia de las emociones en el aprendizaje transferible.
Sin embargo, actualmente hay muchas lagunas en el intento de relacionar el desarrollo de la ciencia y neurociencia para producir un entendimiento más completo del desarrollo de la conciencia y empatía. La investigación educativa se basa en la precisión de un autoinforme del alumno sobre las emociones, el cual puede no ser posible para algunos alumnos, por ejemplo, alexitimia, la dificultad de identificar y describir sentimientos, la cual se encuentra en el 10% de los adultos normales. La conciencia emocional puede ser medida por medio de métodos de neuroimagen que muestran que los diferentes niveles de conciencia emocional están asociados con las diferencias en la actividad de la amígdala, de la corteza insular anterior, y de la corteza media prefrontal. Estudios del desarrollo cerebral en la infancia y adolescencia muestran que estas áreas sufren un cambio estructural de gran escala. Por lo tanto, el grado en el que los niños en la edad escolar y los jóvenes adultos son conscientes de las emociones puede variar a lo largo de este periodo, lo que puede tener un impacto importante en el comportamiento dentro del salón de clases y la medida con la que los estilos de enseñanza y enfoques curriculares pueden ser efectivos.
El trabajo en neuroimagen también está comenzando a ayudar en el entendimiento de los desórdenes de la conducta social en niños. Por ejemplo, rasgos insensibles a las emocionales en niños son un problema particular difícil para que los maestros puedan hacer frente, y representan una forma particular seria de perturbaciones en la conducta. Jones et al. (2009) demostró que niños con rasgos insensibles a las emocionales tenían menor activación cerebral en la respuesta de la amígdala derecha a las caras intimidantes, sugirió que las correlaciones neurales de ese tipo de perturbaciones emocionales se presentan en el desarrollo temprano.
Investigadores del Centro para la Neurociencia Educativa en Londres ha sido fundamental en desarrollar un contenido de investigación que busca como la cognición social se desarrolla en el cerebro. En particular, Sarah-Jayne Blakemore, coautora de "The learning Brain", ha publicado influyentes investigaciones en el desarrollo cerebral relacionado con la cognición social durante la adolescencia. Su investigación sugiere que la actividad en regiones cerebrales asociadas con el procesamiento emocional sufre cambios funcionales significativos durante la adolescencia.

### Atención y control de ejecución
Atención se refiere a los mecanismos cerebrales que nos permiten concentrarnos en aspectos particulares del medio sensorial con la exclusión relativa de los demás. La atención modula el procesamiento sensorial por medio de variaciones altas y bajas. El mantener la atención selectiva hacia una cosa o persona en particular por un periodo prolongado es claramente una habilidad crítica en el salón de clases. La atención es la habilidad cognitiva clave relacionada con TDAH resultando en la dificultad de completar tareas o en poner atención a detalles. Aspectos de la atención pueden ser también atípicos en niños mostrando comportamiento antisocial y desórdenes de conducta. Desde la perspectiva de la neurociencia básica, evidencia reciente sugiere que las habilidades de atención puede ser una de las funciones del cerebro humano que responden mejor a la intervención temprana y entrenamiento (Ej.).
Además, desde una perspectiva neuroconstructivista de atención es un mecanismo vital con el que un niño puede elegir activamente aspectos particulares de su ambiente para su posterior aprendizaje. Funciones de ejecución incluyen habilidades para inhibir información que no es requerida o respuestas, planear para una secuencia de pasos o acciones mentales, y para retener tareas relevantes e intercambiar información por cortos periodos de tiempo (memoria de trabajo). Como la atención, las habilidades de función ejecutiva proporcionan una plataforma crítica para la adquisición de un dominio del conocimiento específico y de habilidades en un contexto educativo. Además, estudios recientes demuestran que el entrenamiento preescolar de las habilidades ejecutivas pueden prevenir el fracaso escolar. los niños con TDAH, comportamiento antisocial, desórdenes de conducta, o autismo pueden todos mostrar patrones atípicos de la función ejecutiva. Estudios de neurociencia básica han identificado las estructuras primarias y circuitos del cerebro involucrados en las funciones ejecutivas, incluyendo a la corteza prefrontal en adultos. Sin embargo, se necesita mucha investigación para poder entender el desarrollo de estos circuitos, y las bases genéticas y neurales de las diferencias individuales en la función ejecutiva. El proyecto de Prevención del Capital Mental y Bienestar específicamente identifica y resalta la importancia de las habilidades de atención y función ejecutiva en los futuros cambios para las dificultades en el aprendizaje (secciones 2.2.4 y 2.4 en "Dificultades del Aprendizaje: Futuros Retos").

## Neurociencia y educación: ¿Un puente demasiado lejano?
A pesar del optimismo de muchos que piensan que la neurociencia hace una contribución relevante a la educación y que existe el potencial para el establecimiento de un campo de investigación de neurociencia educativa, algunos investigadores consideran que las diferencias entre las dos disciplinas son demasiado extensas como para ser directamente relacionadas de una forma prácticamente significativa. En 1997, John Bruer publicó una crítica mayor de lo que él llama el "argumento de neurociencia y educación".
El 'argumento de neurociencia y educación' como lo define Bruer, surge de tres descubrimientos mayores en el desarrollo de la neurobiología.
1. La infancia temprana está caracterizada por un crecimiento rápido en el número de sinapsis en el cerebro (sinaptogénesis), y esta expansión es seguida por un periodo de poda.
2. Existen los llamados periodos críticos dependientes de experiencia durante el cual el desarrollo del cerebro es mejor situado para desarrollar ciertas habilidades sensoriales y motoras.
3. Un ambiente rico en estímulos provoca una mayor sinaptogénesis. El argumento principal es que los niños son capaces de aprender más en edades tempranas cuando tienen un exceso de crecimiento sináptico y están en el pico de la actividad cerebral.

El conocimiento del desarrollo temprano del cerebro proporcionado por la neurobiología ha sido utilizado para apoyar varios argumentos con respecto a la educación. Por ejemplo, la idea de que cualquier materia puede ser enseñada a niños pequeños en una forma intelectualmente honesta, junto con la gran adaptabilidad y potencial de aprendizaje del joven cerebro. Alternativamente, la idea de que existen periodos cruciales para el aprendizaje de ciertas habilidades o conjuntos de conocimiento recurre al hecho de que en estudios animales, si el cerebro en desarrollo es privado de ciertos estímulos sensoriales, las áreas responsables para el procesamiento de esos estímulos fallan para el desarrollo completo posterior, y por tanto "si pierdes la ventana, estás jugando con una gorra".
Uno de los puntos de contención clave de Bruer con reportes a favor de la neurociencia y educación es la falta de evidencia actual neurocientífica. Reportes como Años de Promesa: Una Estrategia de Aprendizaje comprensivo para Niños Americanos (Corporación Carnegie de Nueva York, 1996) cita muchos estudios de cognición y psicología del comportamiento, pero no más que la ayuda de los estudios basados en el cerebro, y marca inferencias dramáticas con respecto al papel del cerebro en el aprendizaje.
Bruer argumenta que la ciencia del comportamiento puede proporcionar las bases para fundamentar la política educativa, pero el enlace con la neurociencia es "un puente bastante lejano", y las limitaciones de la aplicación de la neurociencia en la educación rechazan a las limitaciones del conocimiento de la neurociencia misma. Bruer apoya su crítica al argumentar las limitaciones del actual conocimiento con respecto a los tres principios del argumento de la neurociencia y educación. Ver Neuromitos.
Otro problema es la discrepancia entre la resolución espacial de los métodos de imagen y la resolución espacial de los cambios sinápticos que son sugeridos para destacar el proceso de aprendizaje. Un problema similar es cierto con respecto a la resolución temporal. Esto hace difícil de relacionar los subcomponentes de las habilidades cognitivas para la función cerebral. Sin embargo, el principal desperfecto del argumento de la neurociencia educativa de acuerdo a la opinión de Bruer es que esta intenta relacionar lo que pasa en un nivel sináptico para un orden más alto de aprendizaje e instrucción. La terminología, "Mente, Cerebro y educación" alude a la idea de que si no se puede formar un puente directo entre la neurociencia y la educación, entonces se puede utilizar dos conexiones existentes para informar a la educación. Estos son el enlace entre la psicología educativa y la educación, y entre la psicología cognitiva y la neurociencia.
Bruer sostiene que la neurociencia en su forma actual tiene poco que ofrecer a los educadores en un nivel práctico. Por el otro lado, la ciencia cognitiva puede servir como base para el desarrollo de una ciencia aplicada al aprendizaje y la educación. Otros investigadores han sugerido puentes alternativos para la psicología cognitiva los cuales ya había sugerido Bruer. Mason sugiere que la brecha entre la educación y la neurociencia puede ser unida de mejor manera por medio de la psicología educativa, la cual ella describe como una preocupación con "el desarrollo de modelos descriptivos, interpretativos y prescriptivos del aprendizaje de los estudiantes y otros fenómenos educativos"

### Retos de la neurociencia educativa
A pesar de la afirmación de Willingham de que el potencial para que la neurociencia contribuya a la práctica y teoría educativa ya está fuera de cualquier duda, el resalta tres retos que deben de ser superados para unir las dos disciplinas de manera efectiva.
El problema meta: Willingham sugiere que la educación es una ya conocida "ciencia artificial" que busca construir un 'artefacto', en este caso un conjunto de estrategias y materiales pedagógicos. Por otro lado, la neurociencia es la ya conocida "ciencia natural", interesados en el descubrimiento de los principios naturales que describen la estructura y función neural. Estas diferencias significan que algunas metas fijadas por la educación son simplemente imposibles de resolver utilizando la investigación neurocientífica, por ejemplo, la construcción del carácter o el sentido estético en los niños.
El Problema Vertical: Niveles de análisis: Willingham sugiere que el nivel de análisis más alto utilizado por los neurocientíficos es el mapeo de la estructura y actividad cerebral sobre la función cognitiva (por ejemplo, el impacto de las emociones en el aprendizaje). En la investigación neurocientífica estas funciones son estudiadas de forma aislada por el bien de la simplicidad, y el sistema nervioso como un todo, funcionando en su totalidad con toda su gran composición de las interacciones funcionales, no fue considerado. Para los educadores, por el otro lado, el nivel más bajo de análisis es la mente de un único niño, con los niveles incrementando al incorporar a un salón, un vecindario, un país, etc.
Por tanto, la importación de la investigación sobre un solo factor cognitivo aislado, en un campo en el que el contexto es esencialmente importante crea una dificultad inherente. Por ejemplo, mientras que el aprendizaje de memoria puede ser mostrado para mejorar el aprendizaje en el laboratorio de investigación, el maestro no puede implementar esa estrategia sin considerar el impacto en la motivación del estudiante. En cambio, es difícil para los neurocientíficos caracterizar esas interacciones en un conjunto de investigaciones.
El Problema Horizontal: La traducción de los resultados de investigación: Mientras que la educación teórica y los datos sean casi exclusivos del comportamiento, los descubrimientos de la investigación neurocientífica puede tomar varias formas (ej. eléctrico, químico, espacial, temporal, etc.). La información más común llevada de la neurociencia a la educación es el mapeo espacial de la activación del cerebro a la función cognitiva. Willingham (2009) resalta la problemática en la aplicación se esa información espacial en la teoría educativa. Si una cierta región del cerebro es conocida por apoyar una función cognitiva relevante para la educación, ¿Que se podría hacer realmente con esa información? Willingham sugiere que este "problema horizontal" puede ser resuelto solo cuando exista un rico contenido de información y teorías del comportamiento, y destaca que esos métodos ya han sido exitosos en la identificación de subtipos de dislexia (por ejemplo,).
Willingham sugiere que lo que es esencial para el éxito de la unión entre la neurociencia y la educación es que ambos campos tengan expectativas realistas uno del otro. Por ejemplo, Los educadores no deberían de esperar que la neurociencia le brinde respuestas prescritas para la práctica educativa, respuestas para las metas educativas que son incompatibles con los métodos de la neurociencia (por ejemplo, Entrenamiento estético), o niveles de análisis más allá del nivel individual. Finalmente, Willingham sugiere que la neurociencia no será útil para los maestros cuando se dirige un problema específico a un nivel de análisis muy fino, por ejemplo, como la gente lee, pero que esa información sólo va a ser útil en el contexto de las bien desarrolladas teorías del comportamiento.
Otros investigadores, como Katzir & Pareblagoev han señalado que la metodología de neuroimagen como es presentada puede no ser adecuada para el examen de niveles más altos de funciones cognitivas, porque se basa principalmente en el 'método de diferenciación'. Por este método, la actividad cerebral durante la realización de una tarea simple es diferenciada de aquella con un orden 'más alto' de tarea cognitiva, por tanto, se deja la activación que está relacionada específicamente con la función de interés. Katzir & Pareblagoev sugieren que mientras que este método es muy bueno para estudiar los niveles bajos de procesamiento, como la percepción, visión y tacto, es muy difícil diseñar una tarea control efectiva para un nivel alto de procesamiento, como lo es la comprensión de lectura y la formulación de inferencias. Por lo tanto, algunos investigadores argumentan que las tecnologías funcionales de imágenes pueden no ser las adecuadas para la medición de altos órdenes de procesamiento. Katzir & Pareblagoev, sugieren que esto puede deberse al déficit tecnológico, pero además del diseño de experimentos y de la habilidad de interpretar los resultados. Los autores utilizan las mediciones experimentales en el escáner para el cual la información del comportamiento ya es bien entendida, y para la cual existen fuertes bases teóricas

### Transformando los retos en oportunidades
Otra revisión reciente de la neurociencia educativa debatida por Varma, McCandliss y Schwartz se enfoca en los ocho principales retos, divididos en retos científicos y retos prácticos, encarando a las disciplinas, y los intentos de transformar aquellos retos en oportunidades.

#### Retos científicos
Métodos: Los métodos neurocientíficos crean ambientes artificiales y por tanto no puede proporcionar información útil acerca de los contextos del salón de clases. Además, la preocupación es que si la neurociencia comienza a influir fuertemente en la práctica educativa, puede haber un opacamiento de las variables contextuales, y las soluciones a los problemas educativos pueden convertirse principalmente en biológicos en lugar de institucionales. Sin embargo, Varma et al. argumentan que los nuevos paradigmas experimentales crean la oportunidad de investigar el contexto, así como la activación del cerebro en diferentes procesos de aprendizaje y que la neuroimagen puede también permitir al estudio del desarrollo de cambios estratégicos/mecánicos que no pueden ser aprovechados por las reacciones en el tiempo y las mediciones del comportamiento por sí solas. Además, Varma et al. citaron investigaciones recientes que muestran que el efecto de las variables culturales pueden ser investigadas con el uso de imágenes cerebrales (por ejemplo,), y los resultados pueden ser utilizados para marcar las implicaciones para la práctica en el salón de clases.
Datos: Al conocer la región del cerebro que participa en una función elemental cognitiva no nos dice nada sobre cómo se diseña la instrucción para esa acción. Sin embargo, Varma et al. sugieren que la neurociencia proporciona la oportunidad de un novedoso análisis cognitivo, separando el comportamiento en elementos invisibles en un nivel conductual. Por ejemplo, la pregunta de si diferentes operaciones aritméticas muestran diferentes perfiles de velocidades y precisión es resultado de los diferentes niveles de eficiencia en un sistema cognitivo contra el uso de diferentes sistemas cognitivos.
Teorías reduccionistas: Aplicar la terminología y teoría neurocientífica a la práctica educativa no simplifica ni tiene un uso práctico para los educadores. No hay ganancia en re describir un déficit conductual en términos neurocientíficos. Varma et al. señalan que el reduccionismo es una forma por la cual la ciencia es unificada, y que el co-optado de la terminología neurocientífica no necesita la eliminación de la terminología educativa, simplemente proporciona la oportunidad de la comunicación y entendimiento interdisciplinario.
Filosofía: La educación y la neurociencia son fundamentalmente incompatibles, porque intenta describir el fenómeno conductual en el salón de clases por medio de la descripción de mecanismos físicos del cerebro individual lo que es lógicamente incorrecto. Sin embargo, la neurociencia puede ayudar a resolver conflictos internos con la uniformidad con respecto a los resultados reportados.

#### Preocupaciones pragmáticas
Costos: Los métodos de neurociencia son altamente costosos, y las ganancias esperadas no justifican el costo. Sin embargo, Varma et al. señalan que la neurociencia educativa relevante puede atraer un financiamiento extra para la investigación educativa en lugar de usurpar los recursos. El principal reclamo de la neurociencia educativa es que los dos campos son interdependientes y que una porción del financiamiento asignado en conjunto a los dos campos debería de ser dirigido hacia las interrogantes en común.
Tiempos: La neurociencia, mientras se va expandiendo rápidamente, sigue en infancia relativa con respecto a los estudios no invasivos de los cerebros sanos, y por tanto los investigadores en educación tienen que esperar hasta que se recolecte más información y que esta sea sintetizada en teorías. Contrario a esto, Varma et al. argumentan que algunos éxitos parciales ya pueden ser evidentes. Por ejemplo los estudios que examinan el éxito de los programas para tratar la dislexia han podido revelar el impacto de estos programas en las conexiones cerebrales apoyando a la lectura. Esto a cambio conduce a la generación de nuevas preguntas de investigación.
Control: Si la educación permite entrar a la neurociencia, las teorías van a ser pasadas en términos de mecanismos neurales y los debates van a confiar más en la información de neuroimágenes. La neurociencia va a consumir recursos la investigación educativa va a perder su independencia. Varma et al. argumentan que la asunción de una relación asimétrica entre los dos campos es innecesaria. La educación tiene el potencial de influir en la neurociencia, dirigiendo a la investigación futura a complejas formas de investigaciones cognitivas y educativas que pueden ayudar a la neurociencia educativa a evitar experimentos ingenuos y la repetición de errores anteriores.
Neuromitos: Por tanto muchos de los descubrimientos en neurociencia aplicados a la educación han resultado ser neuromitos, extrapolaciones irresponsables de la investigación básica para preguntas de educación. Además, esos neuromitos han ido más allá de la academia y son directamente marcado a los maestros, administradores y al público. Varma et al. responden que la existencia de los neuromitos revela una fascinación popular por la función del cerebro. Una traducción apropiada de los resultados de la neurociencia educativa y de la investigación bien colaborada puede disminuir ese gusto por los neuromitos

### Una relación bidireccional
Investigadores como Katzir & Pareblagoev y Cacioppo & Berntson (1992) argumentan que así como la neurociencia informa a la educación, el enfoque de investigación educativa puede contribuir al desarrollo de nuevos paradigmas experimentales en la investigación científica. Katzir y Pareblagoev (2006) sugieren el ejemplo de la investigación de la dislexia como un modelo de como la colaboración bidireccional puede ser efectiva. En este caso, teorías del proceso de lectura han guiado a ambos a diseñar e interpretar la investigación neurocientífica, pero las teorías existentes fueron desarrolladas principalmente desde el trabajo conductual. Los autores sugieren que el establecimiento de teorías, las cuales delimitaban las habilidades y sub-capacidades para las tareas educativamente relevantes, es un requerimiento esencial para producción de investigación en neurociencia educativa. Además, esas teorías necesitan sugerir conexiones empíricas comprobables entre el comportamiento educativamente relevante y la función del cerebro.

### El papel de los educadores
Kurt Fischer, director del programa de postrado Mente, Cerebro y Educación de la Universidad de Harvard estipula "Una de las razones por las que hay tanta basura es que hay muy poca gente que conoce lo suficiente sobre educación y neurociencia como para unirlas". Los maestros han sido dependientes de las habilidades de los demás para las interpretaciones de la neurociencia dado que no han sido capaces de discernir si los reclamos pueden tener representaciones válidas o inválidas en la investigación. Sin un acceso directo a la investigación primaria, los educadores pueden estar en riesgo de usar de manera incorrecta los resultados que ofrece la investigación neurocientífica La necesidad del llamado 'intermediario' en la traducción de la investigación a la práctica ha derivado en la situación en donde la aplicación de los descubrimientos de la investigación en neurociencia cognitiva está avanzando.
Para poder negar la necesidad de un intermediario, algunos investigadores han sugerido la necesidad de desarrollar un grupo de neuro-educadores, una clase de profesionales especialmente entrenada cuyo papel sería guiar la introducción de la neurociencia cognitiva en la práctica educativa de una forma ética y sensible. Los neuro-educadores jugarían un papel fundamental evaluando la calidad de las pruebas que pretenden ser relevantes para la educación, evaluando quien está en mejores condiciones para emplear el nuevo conocimiento desarrollado, y con qué garantías, y cómo hacer frente a las consecuencias inesperadas de los resultados de investigaciones aplicadas.
Byrnes & Fox (1998) han sugerido que los psicólogos del desarrollo, psicólogos de la educación y en general los maestros caen en una de las cuatro directrices con respecto a la investigación neurocientífica "(1)aquellos que aceptan fácilmente (y algunas veces sobre-interpretan) los resultados de los estudios neurocientíficos; (2) aquellos que rechazan completamente el enfoque neurocientífica y consideran que los resultados de los estudios neurocientíficos no son significativos; (3) aquellos que no están familiarizados o les es indiferente la investigación neurocientífica; y (4) aquellos que aceptan cautelosamente a los descubrimientos neurocientíficos como una parte proactiva del total de un patrón de descubrimientos que han surgido a raíz de distintos enfoques de las ciencias cognitiva y neural". Greenwood (2009), sugiere que como el contenido de conocimiento disponible para los maestros aumenta, y la habilidad de ser un experto en todas las áreas disminuye, el punto de vista más productivo podrían ser es cuarto descrito por la referente a la aceptación cautelosa de los descubrimientos neurocientíficos y colaboración proactiva.
Bennett & Rolheiser-Bennett (2001) señala que " los maestros deben de ser conscientes de la función de la neurociencia en el arte de enseñar". Ellos sugieren que los educadores deben de ser conscientes de otros métodos e incorporarlos a la práctica. Además, Bennett y Rolheiser-Bennett sugieren que contenidos específicos del conocimiento pueden jugar un papel importante informando a los educadores cuando estén tomando decisiones con respecto al "diseño de ambientes de aprendizaje". El cuerpo del conocimiento discutido, incluye inteligencias múltiples, inteligencia emocional, estilos de aprendizaje, el cerebro humano, niños en riesgo y género. Como lo explicaron los autores esta y otras áreas están menos desarrolladas para extenderlas al entendimiento de los maestros de como los estudiantes aprenden, y la forma en la que entienden, para tomar decisiones acerca de cómo y cuándo seleccionar, integrar y añadir elementos en la ... lista.
Mason apoya la colaboración constructiva bidireccional entre la neurociencia y la educación, en donde, en lugar de que la investigación neurocientífica sólo sea aplicada a la educación, los descubrimientos de la investigación neurocientífica van a ser usados para limitar la teorización educativa. A cambio, la educación va influir en los tipos de preguntas y en los paradigmas experimentales usados en la investigación neurocientífica. Mason también da el ejemplo de que mientras la práctica pedagógica en el salón de clases puede dar lugar a interrogantes educativas con respecto a las bases emocionales de la realización de tareas escolares, la neurociencia tiene el potencial de revelar las bases del cerebro de un orden más alto en el proceso de pensar y por tanto puede ayudar a entender el papel que las emociones juegan en el aprendizaje y abren nuevas áreas de estudio del pensamiento emocional en el salón de clases

## Neuromitos
El término "neuromitos" fue por primera vez usado en el reporte de la Organización para la Cooperación y el Desarrollo Económico (OCDE; en inglés) sobre el entendimiento del cerebro. El término se refiere a la traducción de descubrimientos científicos en información incorrecta con respecto a la educación. El reporte de la OCDE resalta tres neuromitos en los que hay que prestar mayor atención, a pesar de que los investigadores, como Usha Goswani, han identificado muchos más.
1. La creencia que las diferencias en los hemisferios se relacionan con los diferentes tipos de aprendizaje (ejemplo, cerebro derecho contra cerebro izquierdo).
2. La creencia que el cerebro es plástico para ciertos tipos de aprendizaje sólo durante ciertos "periodos críticos", y por lo tanto el aprendizaje en esas áreas debe de ser en dichos periodos.
3. La creencia de que las intervenciones educativas efectivas tienen que coincidir con los periodos de sinaptogénesis. En otras palabras, los ambientes de los niños deben de ser enriquecidos durante los periodos de crecimiento sináptico máximo.

### Cerebro derecho contra izquierdo
La idea de que los dos hemisferios del cerebro pueden aprender diferente no tiene prácticamente bases en la investigación neurocientífica. La idea ha surgido del conocimiento de que algunas habilidades cognitivas están diferentemente localizadas hacia un hemisferio específico (ejemplo, las funciones de lenguaje son comúnmente realizadas por regiones del hemisferio derecho del cerebro en las personas diestras sanas). Sin embargo, una gran cantidad de conexiones fibrosas unen los dos hemisferios del cerebro en los individuos neurológicamente sanos. Cada habilidad cognitiva que ha sido investigada con el uso de la neuroimagen utiliza una red de las regiones del cerebro extendida a lo largo de los dos hemisferios, incluyendo lenguaje y lectura, y por tanto no existe evidencia de que para cualquier tipo de aprendizaje hay un lado específico del cerebro.

### Periodos críticos
El neuromito de los periodos críticos es una sobreextensión de ciertos descubrimientos de la investigación neurocientífica (ver abajo) principalmente de la investigación del sistema visual, más que de cognición y aprendizaje. A pesar de que privación sensorial durante ciertos periodos de tiempo pueda claramente impedir el desarrollo de las habilidades visuales, estos periodos son más sensitivos que críticos, y la oportunidad de aprendizaje no está necesariamente perdida para siempre, como el término "crítico" implica. Mientras que los niños se pueden beneficiar de ciertos tipos de estímulos ambientales, por ejemplo, la enseñanza de un segundo idioma durante el periodo sensible para la adquisición del lenguaje, esto no significa que los adultos sean incapaces de adquirir habilidades para adquirir posteriormente un lenguaje extranjero.
La idea de los periodos críticos viene principalmente del trabajo de Hubel y Wiesel. Los periodos crítico generalmente coinciden con periodos de formación de sinapsis en exceso, y terminan cerca de los tiempos en los que los niveles sinápticos se estabilizan. Durante estos periodos de formación sináptica en sistemas específicos, por ejemplo, el sistema visual tiene diferentes periodos críticos para el dominio ocular, agudeza visual y función binocular; también hay diferentes periodos críticos entre sistemas, por ejemplo, los periodos críticos para los sistemas visuales parecen terminar alrededor de la edad de 12 años, mientras que la adquisición de sintaxis termina cerca de los 16 años.
Además de hablar de un solo periodo crítico para los sistemas cognitivos generales, los neurocientíficos ahora perciben periodos de tiempo sensibles mientras el cerebro esta más capaz de ser moldeado de una manera sutil y gradual. Además, los periodos críticos por sí solos pueden estar divididos en tres fases. La primera, Cambio rápido, seguida del desarrollo continuo con el potencial de pérdida o deterioro, y finalmente una fase de continuo desarrollo durante la cual el sistema se puede recuperar de la privación.
A pesar de haber evidencia para los periodos sensibles, no sabemos si existen para sistemas de conocimiento culturalmente transmitidos como los dominios educativos como la lectura y aritmética. Además, no sabemos que papel juega la sinaptogénesis en la adquisición de habilidades

### Ambientes enriquecidos
El argumento de los ambientes enriquecidos está basado en evidencia de que las ratas en ambientes complejos ejecutan mejor las tareas difíciles y tienen entre el 20 y 25% más de conexiones sinápticas que aquellas que fueron criadas en ambientes austeros. Sin embargo, estos ambientes enriquecidos fueron en cajas de laboratorio, y no estuvieron cerca de replicar el ambiente intensamente enriquecedor que una rata en vida salvaje podría experimentar. Además, la formación de estas conexiones adicionales en respuesta de nuevos estímulos ambientales ocurre durante la vida, no sólo durante los periodos críticos o sensibles. Por ejemplo, un pianista prodigioso muestra grandes representaciones en la corteza auditiva relacionada especialmente a los tonos del piano, mientras que los violinistas tienen grandes representaciones neurales para sus dedos izquierdos. Incluso los taxistas de Londres que se aprenden el mapa de las calles de Londres con gran detalle desarrollan grandes formaciones en la parte del cerebro responsable de la representación espacial y navegación. Estos resultados muestran que el cerebro puede formar nuevas conexiones extensivas como resultado de los estímulos educativos dirigidos, incluso cuando este estímulo sólo se recibe en la adultez. El trabajo de Greenough sugiere un segundo tipo de plasticidad cerebral: Mientras la sinaptogénesis y los periodos críticos se relacionan con la plasticidad de experiencia-expectante, el crecimiento sináptico en ambientes complejos se relaciona con la plasticidad de "experiencia dependiente". Este tipo de plasticidad es conserniente con el ambiente de un aprendizaje específico, y no con características del ambiente que son ubiquas y comunes para todos los miembros de las especies, como lo es el vocabulario.
La plasticidad de experiencia dependiente es importante porque relaciona potencialmente el aprendizaje específico con la plasticidad del cerebro, pero es relevante a lo largo de la vida, y no solo en los periodos críticos. La "plasticidad de experiencia-expectante", sugiere que las características ambientales necesarias para la fina afinación de los sistemas sensoriales son ubicuas y de una naturaleza bastante general. Este tipo de estímulos son abundantes en cualquier ambiente normal de un niño. Por tanto, La plasticidad de experiencia-expectante no depende de experiencias específicas dentro de un ambiente específico, y por lo tanto no proporciona una guía de la elección de juguetes, preescuelas, o políticas de cuidados tempranos infantil. El enlace entre la experiencia y la plasticidad del cerebro es intrigante. No hay duda en que el aprendizaje afecta al cerebro, pero esta relación no ofrece una guía de como se puede diseñar la instrucción.
Bruer también advierte los peligros de un ambiente enriquecido basado en los sistemas de valores socioeconómicos, y advierte en la tendencia típica de valorar las actividades de la clase media como más enriquecedoras que aquellos asociados al estilo de vida de la clase trabajadora, cuando no hay justificación neurocientífica para esto.

### Sinaptogénesis
Alguna críticas del enfoque de la neurociencia educativa han resaltado limitaciones en la aplicación del entendimiento del desarrollo cerebral temprano psicológico, en particular la sinaptogénesis para la teoría educativa.
La investigación de sinaptigénesis ha sido principalmente llevada a cabo en animales ( por ejemplo, monos y gatos). La medición de la densidad sináptica son medidas adicionales, y es conocido que diferentes tipos de neuronas en la misma región cerebral difieren en las velocidades de crecimiento sináptico. En segundo lugar, el supuesto "periodo crítico" desde el nacimiento hasta los tres años de edad es derivado de la investigación en monos Rhesus, los cuales alcanzaron la pubertad a la edad de tres años, y asumieron que el periodo de sinaptogénesis en humanos es exactamente un espejo con el de los monos. Puede ser más razonable en asumir que este periodo de crecimiento neuronal realmente dura hasta la pubertad, lo que correspondería hasta los primeros trece años en humanos.
Periodos de intensa sinaptogenesis están generalmente correlacionadas con el surgimiento de estas habilidades, pero no lo puede explicar completamente debido a su continuo refinamiento. Algunos otros cambios en el cerebro deben contribuir con el continuo aprendizaje.
Adicionalmente, los tipos de cambios cognitivos por lo general se ha visto que se correlacionan con la sinaptogénesis girando en torno a la memoria visual, táctil, motora y de trabajo. Estas no son pensadas como habilidades pero más como habilidades que son normalmente independientes a la escuela, aunque ayuden al aprendizaje futuro. El como estas habilidades se relacionan posteriormente al aprendizaje escolar es aún incierto. Sabemos que la sinaptigénesis ocurre, y que el patrón de sinaptogénesis es importante para la función cerebral normal. Sin embargo, lo que faltaría es la habilidad de la neurociencia para decirle a los maestros que clase de experiencias de la infancia temprana pueden mejorar las capacidades cognitivas de los niños o los resultados educativos.

### El cerebro masculino y femenino
La idea de que una persona tiene un cerebro "masculino" o un cerebro "femenino" es una mala interpretación de los términos utilizados para describir los estilos cognitivos por Baron-Cohen cuando intentó conceptualizar la naturaleza de los patrones cognitivos de la gente con desorden del espectro autista. Baron-Cohen sugiere que mientras los hombres son mejores "sistematizando" (buenos en el entendimiento de sistemas mecánicos), las mujeres son mejores en "empatizar" (buenas en comunicar y entender a otros), por lo tanto él sugiere que el autismo puede ser pensado como una forma extrema del "cerebro masculino". No hubo sugerencia alguna de que los hombres y mujeres tienen diferencias radicales en el cerebro o que las mujeres con autismo tienen un cerebro masculino.

### Estilos de aprendizaje
Un mito común en el campo de la educación es que los individuos tienen diferentes estilos de aprendizaje, como “visual” o “kinestésico”. Muchos individuos declararán preferencias para el modo en el que quieren que se les enseñe, pero no existe evidencia de que corresponder una técnica de enseñanza con un estilo preferido propiciará el aprendizaje, a pesar de que la hipótesis se ha puesto a prueba en múltiples ocasiones. Incluso, podrían existir daños asociados con el uso de los estilos de aprendizaje, pues los aprendientes podrían ser “encasillados” al hacerlos percibir que ciertos tipos de enseñanza no corresponden a su “estilo de aprendizaje” (como sucedería con un aprendiente visual al negarse a aprender con música). A pesar de la falta de evidencia, un estudio del 2012 demostró que la creencia sobre la utilidad de los estilos de aprendizaje estaba muy extendida entre profesores, y un estudio de 2015 mostró que la mayoría de los artículos de investigación en educación superior hace promoción inmerecida de los estilos de aprendizaje.

### Iniciativas cubernamentales
- OECD: Organisation for Economic Co-operation and Development

### Organizaciones y conferencias
- BERA - British Educational Research Association Special Interest Group (SIG) on Neuroscience & Education
- EARLI Special Interest Group (SIG) on Neuroscience & Education
- Brain, Neuroscience and Education (a special interest group of the American Educational Research Association)
- International Mind, Brain, and Education Society
- The Jean Piaget Society
- Learning & the Brain Conference
- The London School – Neuroeducation Centre
- Oxford Cognitive Neuroscience – Education Forum

### Publicaciones
- Mind, Brain & Education Journal Archivado el 7 de junio de 2011 en Wayback Machine.
- Neuroeducation (Journal)

- Datos: Q2614722